# Ирнбергер, Томас Альбертус
Томас Альбертус Ирнбергер (нем. Thomas Albertus Irnberger; род. 1985, Зальцбург) — австрийский скрипач.
Учился в Моцартеуме, совершенствовался также в Линцском университете и в Париже под руководством Иври Гитлиса. Лауреат ряда национальных и международных конкурсов, в том числе Международного конкурса скрипачей в Гориции. В 15-летнем возрасте дебютировал с Билькентским симфоническим оркестром в Брюсселе, исполнив скрипичный концерт Чайковского. В 17 лет записал первый альбом, развив затем значительную активность в области звукозаписи. Творческое содружество связало Ирнбергера с двумя старейшими австрийскими пианистами — Йоргом Демусом и Паулем Бадурой-Шкодой: вместе с первым он записал альбомы с сочинениям Моцарта, Шуберта и Шумана на исторических инструментах, вместе со вторым — два альбома с сонатами Моцарта. Среди других записей Ирнбергера — произведения Паганини, Ференца Листа, Нильса Гаде, Ганса Галя.